# Rayachoti
Rayachoti es una ciudad y  municipio situada en el distrito YSR en el estado de Andhra Pradesh (India). Su población es de 91234 habitantes (2011). Se encuentra a 50 km de Kadapa y a 417 km de Hyderabad.

## Demografía
Según el censo de 2011 la población de Rayachoti era de 91234 habitantes, de los cuales 46517 eran hombres y 44717 eran mujeres. Rayachoti tiene una tasa media de alfabetización del 73,58%, superior a la media estatal del 67,02%: la alfabetización masculina es del 82,07%, y la alfabetización femenina del 64,84%.